# Trigonella graeca
Trigonella graeca är en ärtväxtart som först beskrevs av Pierre Edmond Boissier och Wilhelm von Spruner, och fick sitt nu gällande namn av Pierre Edmond Boissier. Trigonella graeca ingår i släktet trigonellor, och familjen ärtväxter. Inga underarter finns listade i Catalogue of Life.